# 野戸恒男
野戸 恒男 （のと つねお、1944年2月20日 - ）は、日本のアルペンスキーヤー。
北海道出身。1964年冬季オリンピックと1968年冬季オリンピック に出場した。

## 参照資料
1. ↑  “Tsuneo Noto Olympic Results”.  Sports Reference LLC. 2020年4月17日時点のオリジナルよりアーカイブ。2018年3月12日閲覧。